# Кайтен

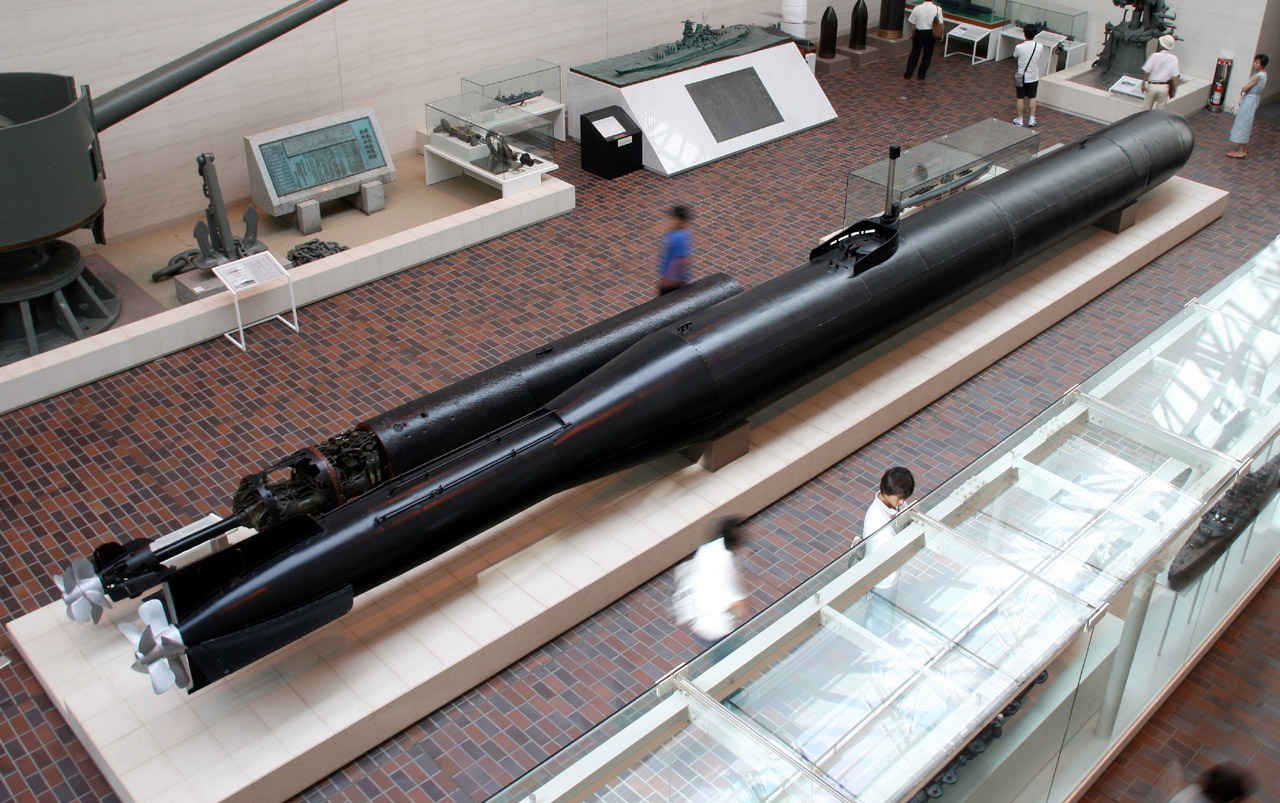
Кайтен І в Музеї Святилища Ясукуні

Кайтен (яп. 回天, «Воля небес») — японська жива торпеда, що призначалась для самогубчих атак на ворожі кораблі. У торпеді знаходився відсік стернового-тейсінтай з необхідними органами управління, значний заряд вибухівки. Стерновий по перископу наводив торпеду на ціль і не мав можливості її покинути.

## Історія

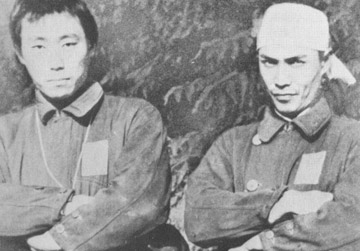
Лейтенанти Секіо Нішіна та Нобунорі Камібеппу

Збудувати міні підводний човен на основі торпеди 93 запропонували офіцери Гіроші Курокі та Секіо Нішіна. Технічною стороною розробки займався інженер Хіросі Судзукаве. Для гарантованого влучання торпедою повинен був керувати стерновий. Лише після несприятливого розвитку подій в ході війни на Тихому океані командування імператорського флоту схвалило у лютому 1944 їхній проект і дало розпорядження для інженерної розробки живих торпед Кайтен. Прототип збудували на корабельні Куре. Мотори, комплектуючі для них виготовляло декілька корабелень, компаній, зокрема Міцубісі, Кавасакі. Стернових для перших торпед Кайтен почали шукати серед добровольців-пілотів камікадзе, стернових катерів типу Шіньйо (яп. 震洋). Багато добровольців було відсіяно через психічні особливості — неможливості довгий час перебувати у замкнутому невеликому просторі. Вік стернових сягав 17—28 років. Після тестів на придатність вони проходили теоретичну підготовку, практичні зайняття. Загалом було підготовлено 1375 стернових Кайтен. У вересні 1944 збудували завод з виробництва Кайтен. У перших модифікаціях у разі промаху стерновий перебував у човні до закінчення запасу кисню. У пізніших моделях він міг сам підірвати торпеду.

### Кайтен І

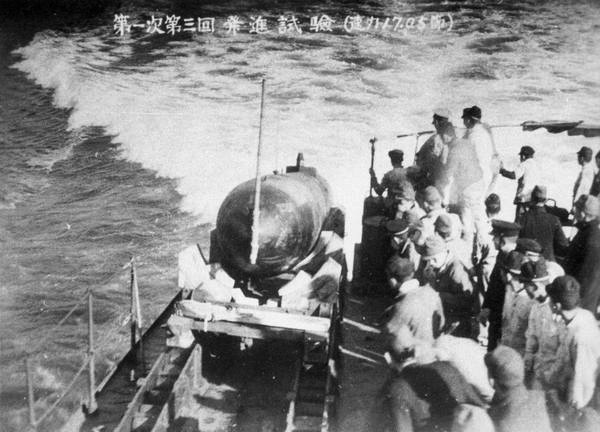
Кайтен І на крейсері Кітакама. 18 лютого 1945

Схема Кайтен І

Кайтен І спроектували на базі торпеди Типу 93. Вона несла 1550 кг вибухівки. У центральній частині розміщувався невеликий відсік стернового, де за допомогою пероксиду натрію забирався діоксид вуглецю для забезпечення дихання стернового. Крім стерна торпеда могла витримувати курс за гіроскопом. 
Мотор з торпеди Типу 93 розвивав потужність 550 к.с., забезпечуючи дальність 78 км при швидкості 12 вузлів, 43 км при 20 вузлах, 23 км при 30 вузлах. Торпеда йшла на мішень на глибині  до 35 м при максимальному зануренні 60 м. З червня 1944 виготовили близько 100 Кайтен І і 230 модифікованих Кайтен І. При довжині 14,5 м, діаметрі 1 м торпеда важила 8 т.

### Кайтен II

Схема Кайтен II

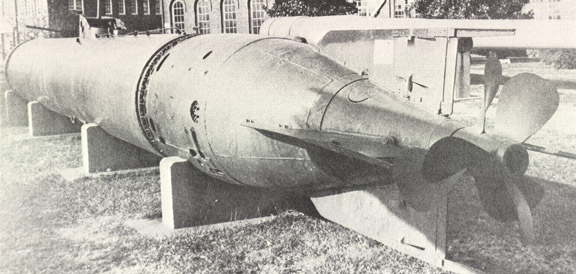
Кайтен II

З Третього Райху до Японії потрапили матеріали по мотору Walter HWK 109-509, що працював на перекисі водню. Після випробувань була знайдена суміш з пероксиду водню, гідразину, гасу та води, що мала приводити в дію 8-циліндровий мотор. Було збудовано 2 Кайтен II. При довжині 16,5 м, діаметрі 1,35 м вага торпеди доходила до 18 т.

### Кайтен IV

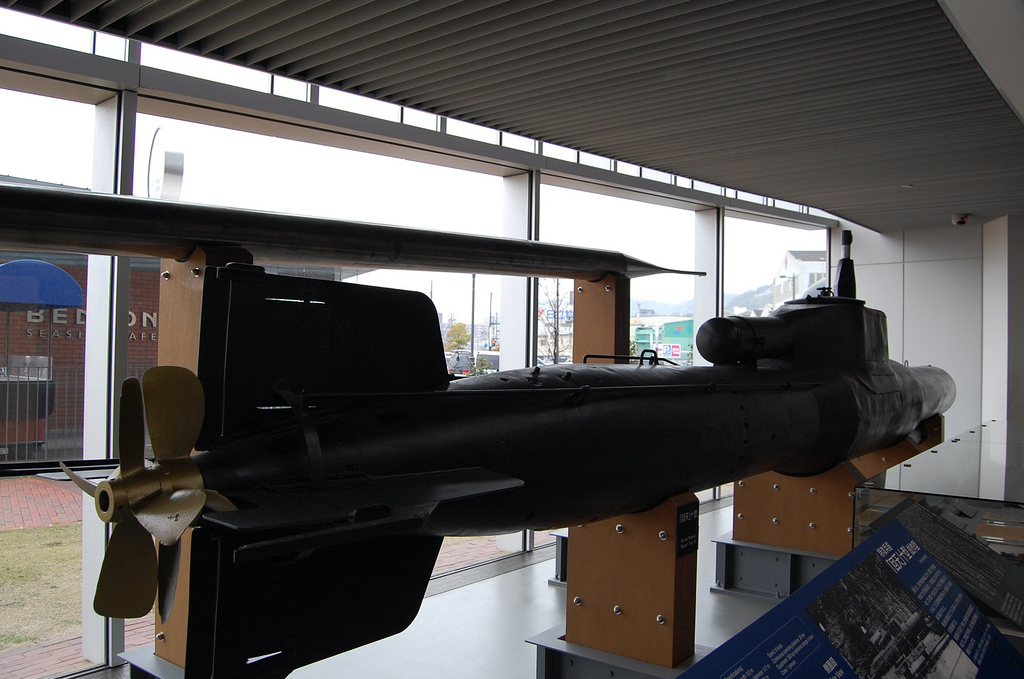
Кайтен Х

Через проблеми з виробництвом перекису водню вирішили застосувати суміш гасу, води з оксигеном у модифікованому моторі з Кайтен II. Мотор споживав багато оксигену, що зменшувало дальність торпеди. Мотор розвивав 1500 к. с. і повинен був забезпечити швидкість 20 вузлів при вазі вибухівки 1800 кг.

### Кайтен V
Модифікація Кайтен IV

### Кайтен VI
Модифікація Кайтен І

### Кайтен Х

Схема Кайтен Х

Через загрозу десанту в Японії вирішили використовувати торпеди Типу 92, корпуси яких розрізали, вставляючи кабіну стернового. Привід був від електромотора. Було виготовлено 6 штук до кінця війни. Торпеда переносила 300 кг вибухівки при діаметрі корпусу 70 см, вазі 3 т. При 7 вузлах дальність складала до 3,5 км.

## Застосування

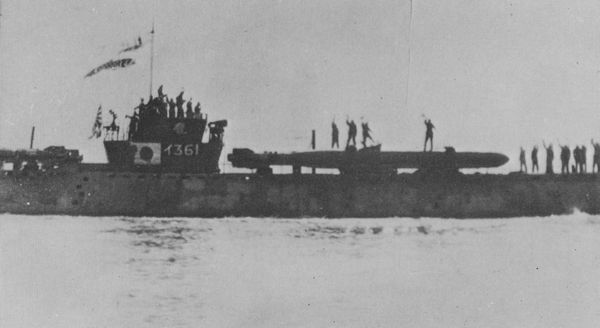
Кайтен І на підводному човні I-361

До цілі торпеди Кайтен планували доставляти за допомогою підводних човнів, кораблів, чи запускати з наземних баз. На спеціальних підводних човнах торпеди встановлювались вгорі на палубі. При виявленні цілі стерновий переходив через нижній люк до Кайтен. Зв'язок з човном здійснювався за допомогою телефона. На глибині близько 9 м торпеда від'єднувалась, і стерновий прямував до цілі за показами гіроскопа, задаючи швидкість і глибину руху. За 1000 м до розрахункового положення цілі стерновий вручну знижував швидкість і виходив на перископну глибину, щоб скоректувати напрям руху. Мала швидкість зменшувала імовірність його виявлення по сліду перископа. Після чого стерновий вибирав глибину атаки і розвивав максимальну швидкість, розблоковуючи детонатори. Один детонатор ударного типу походив з торпеди Типу 93. Інший електричного типу приводив у дію стерновий. При ударі об ґрунт стернового кидало вперед, що також приводило в дію детонатор.
Для перевезення 4—6 торпед Кайтен І було пристосовано 25 підводних човнів, швидкісний транспортер LST I, крейсер Кітакамі, есмінці Намікадзе, Сіокадзе. У ході боїв було затоплено 10 підводних човнів разом з Кайтен, які не застосовували.
Кайтен розглядали як важливий елемент захисту узбережжя у випадку десантування військ на Японські острови. У ніч вторгнення вони мали б атакувати з прихованих 118 баз ворожі кораблі на якорних стоянках.

### Бойове застосування

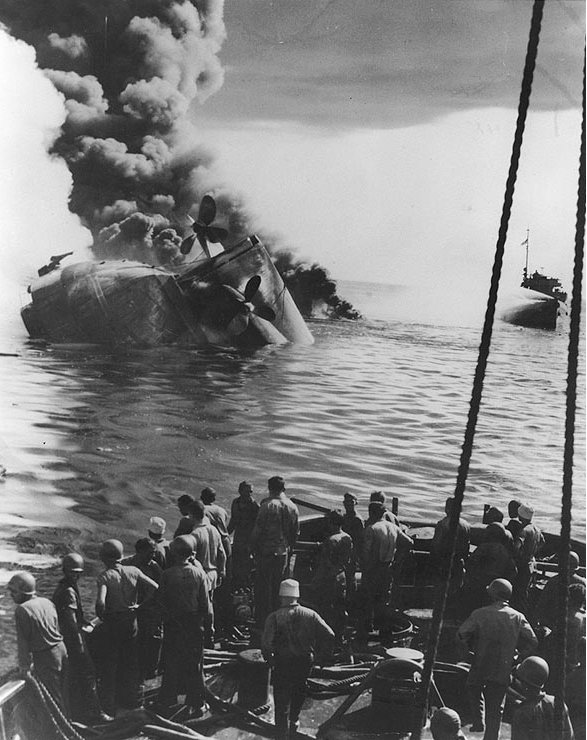
USS Mississinewa. 20 листопада 1944

У листопаді 1944 були готові 3 підводні човни-носії з 4 Кайтен І для застосування біля атолу Уліті.  I-37 був затоплений есмінцем, I-36 застосував 1 Кайтен, що промахнувся, I-47 застосував 4, з яких один, імовірно під управлінням автора ідеї Секіо Нішіна, затопив танкер USS Mississinewa (англ.). До кінця війни 24 липня 1945 Кайтен затопили есмінець супроводу USS Underhill. Підводний човен I-58 затопив 30 липня 1945 важкий крейсер USS Indianapolis (CA-35), який повертався після транспортування першої ядерної бомби Малюк. Застосування Кайтен І при його торпедуванні не підтвердили обидві сторони.
Від Кайтен загинуло 162 моряки США, водночас втрати Японії складали 106 стернових Кайтен (15 в час навчання), близько 600 моряків на затоплених підводних човнах-носіях.